# Eloxochitlán (Puebla)
Eloxochitlán è una municipalità dello stato di Puebla, nel Messico centrale, il cui capoluogo è la località omonima.
Conta 12.575 abitanti (2010) e ha una estensione di 99,67 km². 	 	
Il nome della località in lingua nahuatl significa luogo dei fiori della pannocchia di mais.